# Скібиці (Люблінське воєводство)
Скібиці (пол. Skibice) — село в Польщі, у гміні Грабовець Замойського повіту Люблінського воєводства.
Населення — 76 осіб (2011).
У 1975-1998 роках село належало до Замойського воєводства.

## Демографія
Демографічна структура станом на 31 березня 2011 року:
|          | Загалом | Допрацездатний вік | Працездатний вік | Постпрацездатний вік |
| -------- | ------- | ------------------ | ---------------- | -------------------- |
| Чоловіки | 37      | 1                  | 27               | 9                    |
| Жінки    | 39      | 3                  | 16               | 20                   |
| Разом    | 76      | 4                  | 43               | 29                   |